# Вербська сільська рада (Дубенський район)
Ве́рбська сільська́ ра́да — колишній орган місцевого самоврядування в Дубенському районі Рівненської області. Адміністративний центр — село Верба.

## Загальні відомості
- Вербська сільська рада утворена в 1917 році.
- Територія ради: 116,7 км²
- Населення ради: 4578 осіб (станом на 2020 рік)
- Територією ради протікає річка Іква.

## Населені пункти
Сільській раді були підпорядковані населені пункти:
- село Білогородка
- село Верба
- село Дубовиця
- село Забірки
- село Кам'яна Верба
- село Рідкодуби
- село Софіївка Друга
- село Софіївка Перша
- село Стовпець

## Склад ради
Рада складалася з 22 депутатів та голови.
- Голова ради: Котвінська Каміла Вікторівна
- Секретар ради: Корнійчук А.М.

### Керівний склад попередніх скликань
| Прізвище, ім'я, по батькові  | Основні відомості                                                                       | Дата обрання | Дата звільнення |
| ---------------------------- | --------------------------------------------------------------------------------------- | ------------ | --------------- |
| Івашинюта Ірина Іванівна     | Сільський голова, 1965 року народження, освіта вища, член Соціалістичної партії України | 26.03.2006   | 31.10.2010      |
| Івашинюта Ірина Іванівна     | Сільський голова, 1965 року народження, освіта вища                                     | 31.10.2010   | 25.10.2020      |
| Котвінська Каміла Вікторівна | Сільський голова, 1983 року народження, освіта вища                                     | 25.10.2020   |                 |

Примітка: таблиця складена за даними сайту Верховної Ради України